# Un minuto más
Un minuto más es la octava canción del disco Cometas por el cielo del grupo donostiarra La Oreja de Van Gogh. Esta canción fue una de las canciones del disco que no fue estrenada en el programa de radio Del 40 al 1 de Los 40 Principales.

## Acerca de la canción
"En esta ocasión nos hemos acercado al realismo mágico para contar la historia de un padre que pierde a su hija. Mientras llora su ausencia aparece un ángel que le concede un minuto más para que pueda despedirse de ella. 
Los arreglos de cuerda los grabó la orquesta de Bratislava y Haritz utilizó un manojo de cables para tocar la batería con la intención de hacer menos agresivos los golpes de caja. Leire se metió de maravilla en el doloroso papel asumiendo el desgaste emocional que supone cantar estas historias. Fue muy bonito verle grabar y emocionarse con esta canción". Esto es lo que el grupo declaró sobre la canción desde su página oficial en Facebook.
- Datos: Q6155576